# Lobate debris apron
Lobate debris aprons ou LDA (placas de cascalho lobulares em tradução livre) são formações geológicas em Marte, vistas pela primeira vez pelas sondas orbitais Viking, consistindo em pilhas de cascalho rochoso abaixo de falásias. Essas formações possuem uma topografia convexa e uma inclinação suave em relação às falésias e escarpamentos, o que sugere um fluxo para longe da íngreme falésia original. Em adição, lobate debris aprons podem apresentar linhas superficiais tal como as geleiras rochosas na Terra.
O Shallow Radar da Mars Reconnaissance Orbiter obteve um forte reflexo retornando do topo e da base dos LDAs, significando que gelo de água compõe a maior parte da formação (entre os dois reflexos retornados).  Isso evidencia que LDAs em Hellas Planitia são geleiras cobertas por uma fina camada de rochas.
Os experimentos da Phoenix e os estudos da Mars Odyssey a partir da órbita mostram que água congelada existe pouco abaixo da superfície de Marte nos extremos norte e sul (altas latitudes). A maior parte do gelo foi depositado na forma de neve quando o clima era diferente do atual.  A descoberta de gelo de água em LDAs demonstra que a água pode ser encontrada até mesmo em baixas latitudes.  Futuros colonizadores de Marte serão capazes de acessar estes depósitos de gelo, ao invés de ter que viajar às latitudes mais elevadas. Outra grande vantagem dos LDAs sobre outras fontes marcianas de água é que estes podem ser facilmente detectados e mapeados a partir da órbita. A sonda Phoenix aterrissou a aproximadamente 68º latitude norte, então a descoberta de gelo em LDAs expande em muito as alternativas de fonte de água facilmente acessíveis em Marte.  É muito mais fácil aterrissar uma espaçonave próximo ao equador de Marte, então o quanto mais próxima a água disponível estiver do equador melhor será para os futuros colonizadores.

## Lineated floor deposits
Os leitos de alguns canais apresentam tergos e ondulações que parecem correr ao redor de obstáculos; essas formações são chamadas lineated floor deposits (algo como "depósitos lineares nos leitos") ou lineated valley fill - LVF (sedimentos lineares do vale). Acredita-se que estas formações sejam ricas em gelo. Algumas  geleiras na Terra apresentam tais formações.  Os depósitos lineares nos leitos podem estar relacionados aos lobate debris aprons.  Às vezes os depósitos lineares nos leitos exbem padrões em "V" que fornecem evidências ainda maiores para o seu movimento.

## Galeria

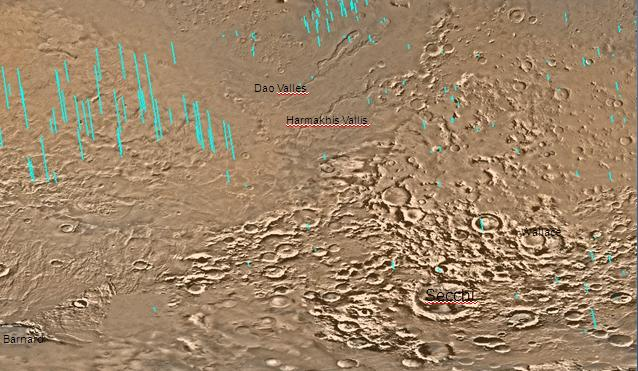
Mapa da porção oriental de Hellas Planitia (uma vasta cratera de impacto), mostrando dois grandes vales fluviais que se inclinam à esquerda, rumo ao leito da cratera.
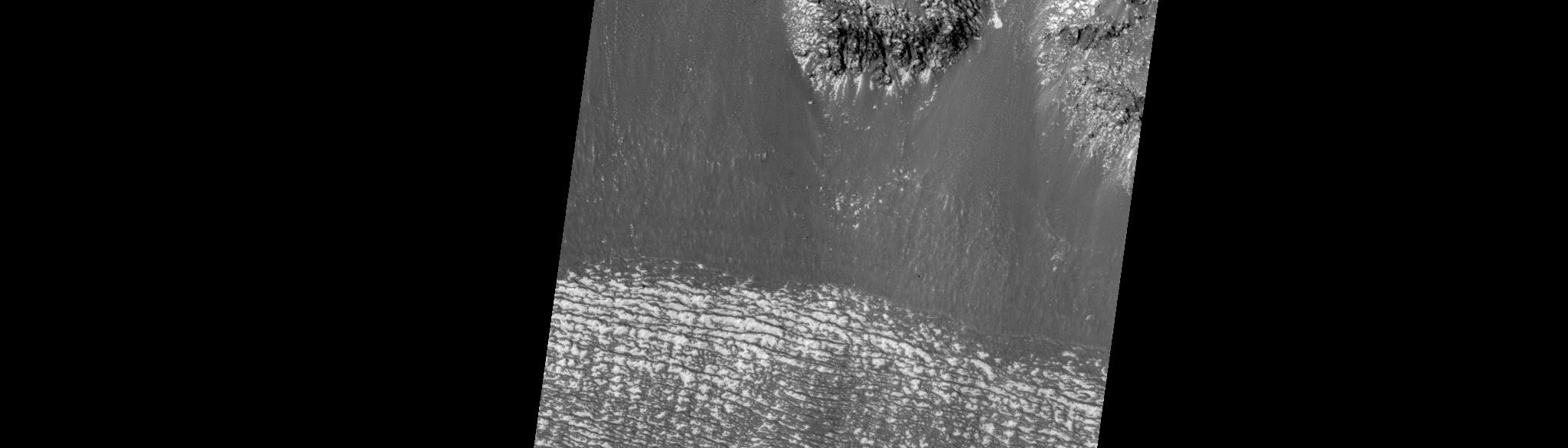
Aproximação da superfície de um lobate debris apron no quadrângulo de Hellas.  Note as linhas que são comuns em geleiras rochosas na Terra.
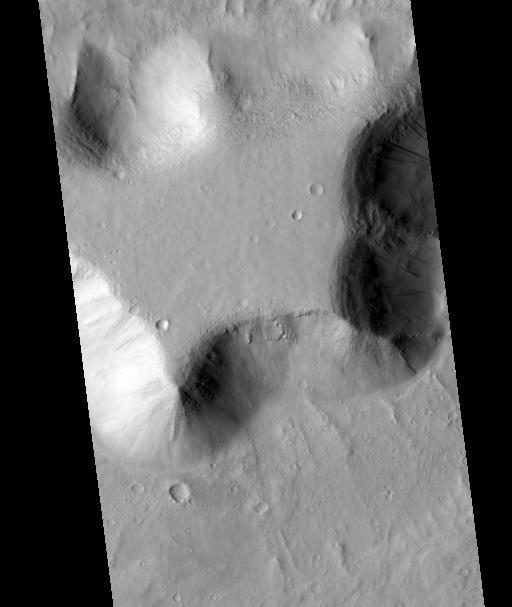
Vista de um lobate debris apron ao londo de um desfiladeiro no quadrângulo de Arcadia.
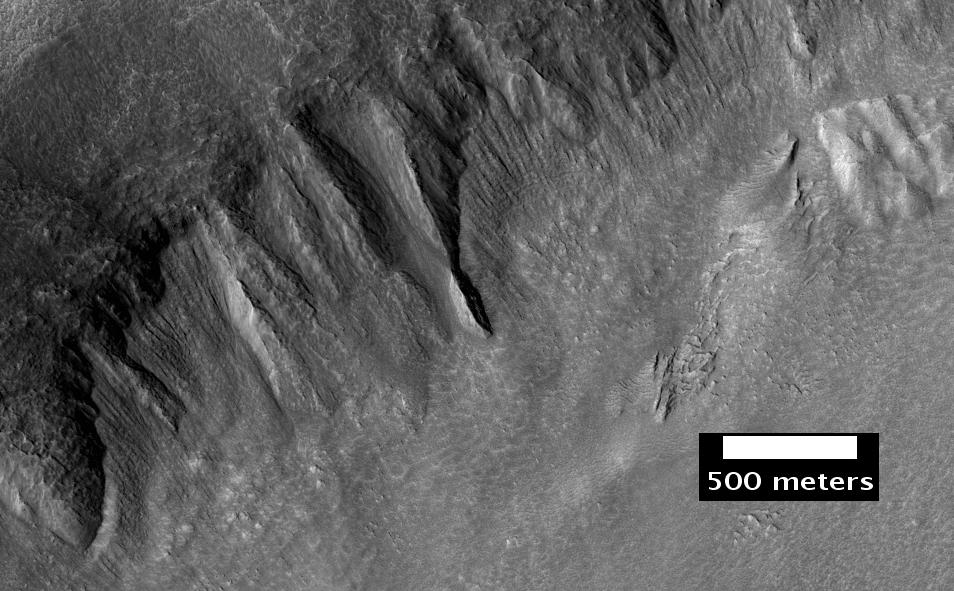
Local onde o lobate debris apron começa.  Note as linhas indicando movimento.  Imagem localizada no quadrângulo de Ismenius Lacus.